# Magellán Föld körüli útja

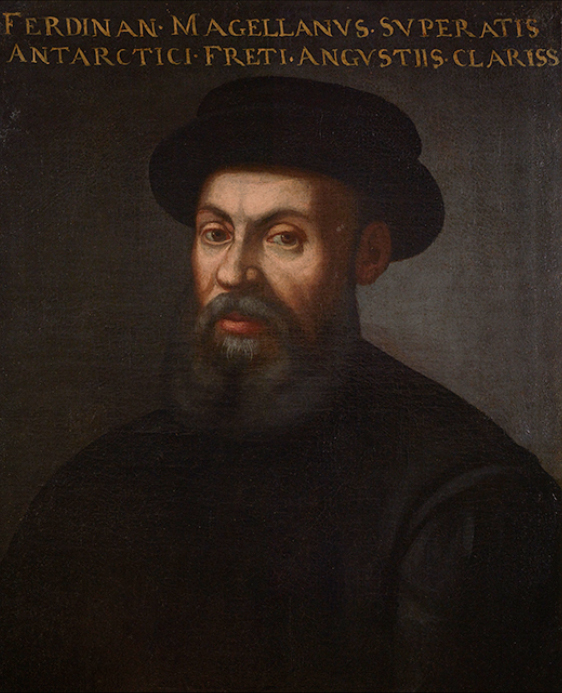
Magellán

A Föld első körülhajózása Fernão de Magalhães (magyarul többnyire: Magellán) vezetésével végrehajtott, 3 évig tartó portugál–spanyol expedíció volt 1519 és 1522 között, melynek célja az akkori nevén Fűszer-szigetek (ma Maluku-szigetek) nyugatról való felkeresése és a spanyol korona számára való birtokba vétele volt, a dél-amerikai kontinens déli részén feltételezett átjáró megtalálása segítségével. Magellán az út alatt életét vesztette. Az út során bebizonyosodott, hogy Amerika és Ázsia között óriási vízterület van, ami sokkal szélesebb nem csak az Atlanti-óceánnál, de annál is, ahogy a korabeli térképeken az Amerika és Japán közötti távolságot ábrázolták. Ezen kívül az is kiderült, hogy a Föld felületének nagy részét óceán borítja, és hogy létezik az egységes Világóceán. Továbbá végső bizonyítékkal szolgált arra, hogy a Föld gömb alakú.
Az öt hajóból álló expedíció spanyol támogatással indult 1519. szeptember 20-án, nem minden zökkenő nélkül. Magellán már a Kanári-szigetek után kénytelen volt bezárni egyik kapitányát annak engedetlensége miatt. Dél-Amerika partjainál, a telelés kezdetén három hajójának tisztjei fellázadtak. Magellán erélyesen vetett véget a lázadásnak, két kapitányát kivégeztette, egyet kitett a lakatlan partokon. 1520. november 28-án találták meg a Magellán-szoroson átvezető utat az Atlanti-óceánból a Csendes-óceánba, ami közben egy hajó megszökött és visszatért Spanyolországba; majd több mint három hónapos gyötrelmes út után először láttak földet, Guamot. Továbbhajózva nyugat felé, felfedezték a Fülöp-szigeteket, ahol helyi belviszályokba avatkoztak be, és egy kisebb csetepaté alkalmával Magellán is életét vesztette 1521. április 27-én.
Ezt követően sokhavi bolyongás, és többszöri vezetőcsere után elérték az eredeti célt, a Maluku-szigeteket, ahonnan a kezdeti öt hajóból ekkorra megmaradt kettő elhatározta, hogy elválnak útjaik: a Victoria nyugatnak, a Trinidad keletnek indul haza. A Trinidad a Csendes-óceánról kénytelen volt visszafordulni a Maluku-szigetekre, ahol a portugálok börtönbe vetették a legénységet, de a Victoria, fedélzetén alig húsz emberrel, 1522. szeptember 6-án visszaérkezett Spanyolországba, és ezzel végrehajtotta a Föld első körülhajózását.

## Előzmények
A 15. században a felbomló feudalizmussal járó növekvő jólét idején felerősödött az igény arra, hogy közvetlen kereskedelmi útvonalat találjanak az „Indiákba, a fűszerek hazájába”. A fűszerek akkoriban olyan szerepet töltöttek be a világgazdaságban, mint a 20. században az olaj. A fűszerek szállítási útvonalának birtoklása elsőrendű fontosságú volt a politikában, de az arabok féltve őrizték útvonalaik titkát. Monopóliumuk nem csak abban állt, hogy csak ők láthatták el Európát borssal, szerecsendióval, szegfűszeggel, mirhával, tömjénnel, fahéjjal, és persze a többi értékes keleti áruval: gyönggyel, selyemmel, damaszttal, drágakövekkel, hanem abban is, hogy ezek származási országát sem árulták el az európaiaknak, továbbá beszerzésüket is hihetetlenül nehéznek, kockázatosnak állították be – ami részben igaz is volt –, így a fűszerkereskedelem több, mint busás hasznot hozott nekik – és kiapasztotta Európa aranykészleteit.
Európában fűszerrel kereskedni szintén kiváltság és dús hasznot ígérő volt, mivel kis súlya és kis kiterjedése miatt ezen az árucikken lehetett a legtöbbet keresni annak ellenére, hogy mire a távoli keletről a végfogyasztóhoz értek a fűszerek, már legalább tucat kereskedő kezén mentek át, akik mind rátették a maguk hasznát. Európának tehát érdekében állt önmaga rátalálni az értékes fűszerek hazájára, és közvetlen kereskedelmi kapcsolatokat kiépíteni. Ráadásul 1453-ban, amikor Konstantinápoly elesett, az arab szállítási útvonalakat mintha elvágták volna, így már kényszerűségből is arra kellett törekednie Európának, hogy önerőből találja meg a mesés keleti árucikkek forrását.
A 15. század első felében Portugáliában Tengerész Henrik alapozta meg az Indiákba vezető keleti út felfedezésének lehetőségét, és Bartolomeu Dias 1488-ban Afrika megkerülésével, majd Vasco da Gama Dias útvonalát követve 1497-ben meg is találta az oda vezető utat. 1492-ben Kolumbusz Kristóf spanyol támogatással nyugat felől próbálta elérni Kínát, de – amiről akkor ő még nem tudott – egy egész kontinens, Amerika állt az útjába. A következő évtizedekben egymást érték az Amerika partjait feltérképező expedíciók, egyre inkább világossá vált, hogy nem a Kínába vezető utat találták meg, hanem egy új kontinenst. Ez azonban nem gátolta meg a felfedezőket abban, hogy továbbra is nyugat felé keressék az utat Kínába.

### Kísérletek a Föld körülhajózására

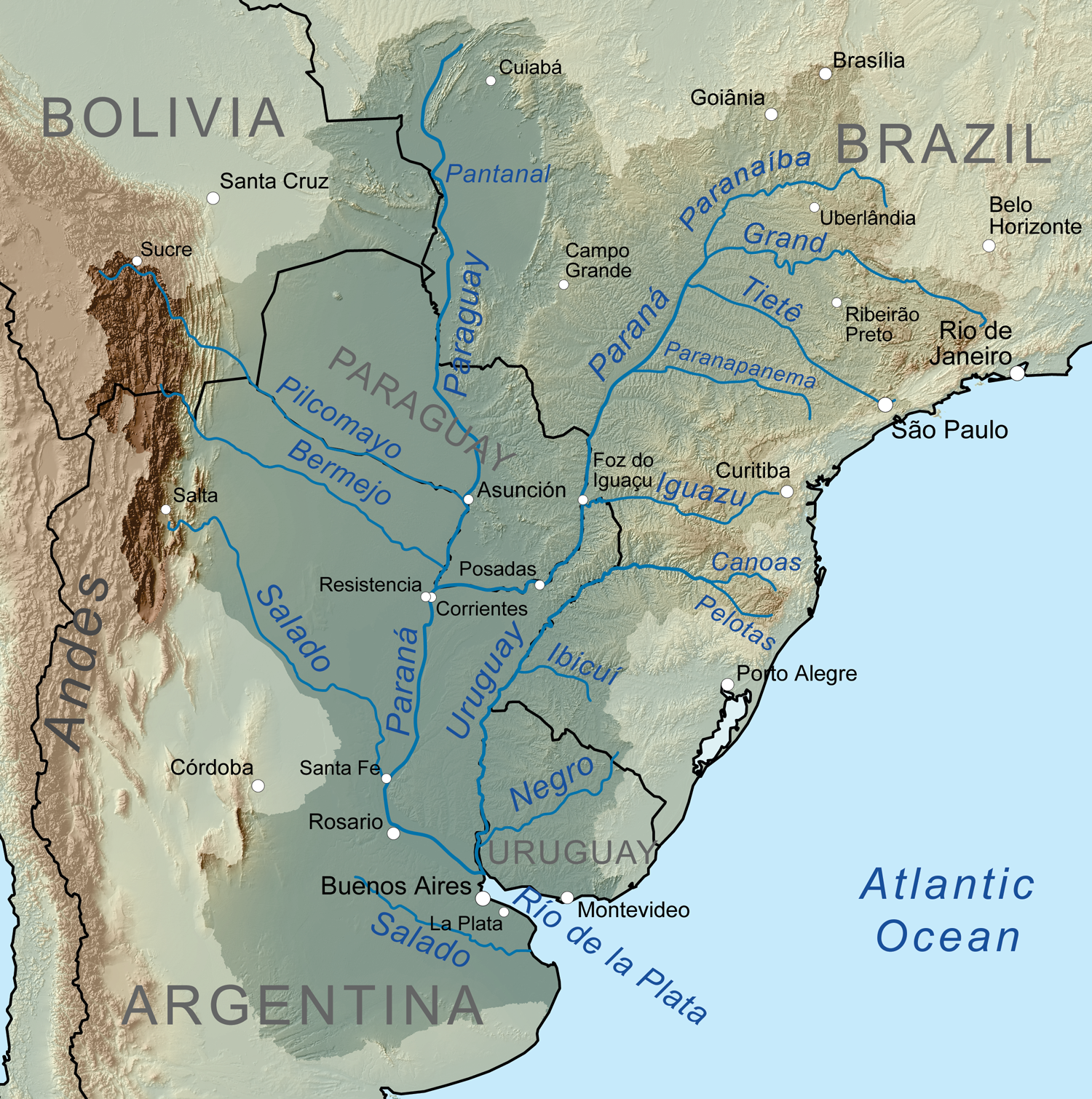
A Río de la Plata hatalmas torkolata, mely megtévesztette Juan Díaz de Solíst, miközben a déli átjárót kereste.

Miután egyre jobban bebizonyosodott, hogy a korábbi hiedelmekkel ellentétben a Föld gömbölyű – tehát körülhajózható, feltéve, ha Amerika északi vagy déli végénél találnak egy megfelelő, hajózható átjárót, ezeknek az átjáróknak a felfedezésére több kísérletet is tettek. Vasco Núñez de Balboa 1513-ban a Panama-földszorosról látva felfedezte a „Déli-tengert”, vagyis a Csendes-óceánt, ezért a felfedezők tudták, hogy ha megtalálják az átjárót, az új kontinens „mögött” is hajózható vizeket találnak, amiken eljuthatnak a vágyott Indiákba.
Az északnyugati átjáró felfedezésére irányuló erőfeszítések hiábavalóak voltak, John Cabot 1497-ben és 1498-ban két expedícióval, Gaspar Cortereal 1500-ban, testvére, Miguel 1502-ben próbálta megtalálni az átjárót északon – amit valójában csak 1906-ban tudott feltérképezni Roald Amundsen –, de délen még reményeket fűztek egy ilyen átjáró megtalálására.
Kolumbusz negyedik expedícióját már úgy tervezte 1502-ben, hogy körülhajózza a Földet, azonban számításait a Karib-tengeren átvonuló nyugati tengeráramlatokra alapozta, amiknek a segítségével vélt eljutni az Indiákra. Helyette azonban csupán Közép-Amerika atlanti partvidékét fedezte fel és az itt lakó népeket, köztük a majákat.
1515–1516-ban Juan Díaz de Solís próbálta meg, hogy két-három hajón az Atlanti-óceánról áthajózzon a Csendes-óceánra. A brazil partok mentén haladt, és a déli 36. szélességi fok környékén felfedezett egy hatalmas folyamot, amit rögtön az átjárónak vélt, partra szállva azonban az indiánok megölték. Magellán a folyót előbb Rio de Solisnak nevezte el, de a 16. század közepétől már La Platának hívják.

## Magellán előkészületei
A portugál Magellán 1505 és 1511 között részt vett Kelet-India és Malacca portugál meghódításában, majd később észak-afrikai hadjáratokban, ahol sebesülést szerzett, lesántult. Ezekben az időkben kötött barátságot Francisco Serrãoval, mindketten tagjai voltak Francisco de Almeida indiai expedíciójának. Serrão később kalandos úton eljutott a Fűszer-szigetekre, és állandó levelezésben állt Magellánnal, dicsérve előtte a szigetek szépségét és a nyugalmas életet.

### Portugáliában
Miután Magellán hazatért Portugáliába, előléptetést és évjáradékot kért, de mivel az afrikai hadjáratok alatt összeütközésbe került a feletteseivel, korrupcióval is megvádolták, csak alacsony zsoldot kapott, és a szolgálatairól is lemondtak. Visszavonult szülővárosába, ahol tovább bővítette földrajzi és hajózási ismereteit, és levelezett Serrãóval. Végül elutazott Lisszabonba, ahol találkozott Ruy Faleiro csillagásszal, akivel közösen dolgozták ki a Fűszer-szigetek nyugatról való megközelítésének módját. Faleiro elismert tudós és több hajózási tanulmány szerzője volt. Azt állította, ismeri a földrajzi hosszúság pontos meghatározásának módját, ami mindaddig nagy nehézségekbe ütközött, valamint biztos forrásból tudja, hol van az átjáró az Atlanti-óceánból a Déli-tengerbe, mely állítását Martin Behaim térképére és a kikötőben megismert tengerészek elbeszéléseire alapozta. Erre a néhány „tényre” építették fel tervüket, hogy a Földet nyugatról megkerülve találják meg az utat a Maluku-szigetekre. Faleiro szintén nem volt ismeretlen Mánuel király előtt, hiszen korábban ő is kérvényekkel ostromolta az udvart: nevezzék ki „törvényszéki asztronómussá”, és a coimbrai egyetem csillagászati fakultásának a vezetését is meg akarta szerezni, de mindkét esetben elutasították.
Magellán, mivel kettejük közül csak neki volt bejárása az udvarba, folyamatosan ostromolta a királyt egy kihallgatásért, melyre végül többször lehetőséget is kapott. Mánuel király azonban elutasította Magellán tervét, miután saját földrajztudósai azt állították, a terv merő fantazmagórián alapszik, amire nem érdemes pénzt áldozni. Magellán nem tehetett mást, mint elfogadta ezt a királyi döntést, és utolsó, 1517 szeptemberi kihallgatásán megkérdezte, lehetséges lenne-e emelni valamit szerény zsoldján. Miután erre is nemleges választ kapott, utolsó kéréssel állt elő: engedje a király, hogy más országban keresse boldogulását. Mánuel erre engedélyt adott, így Magellán Spanyolországba távozott.

### Spanyolországban

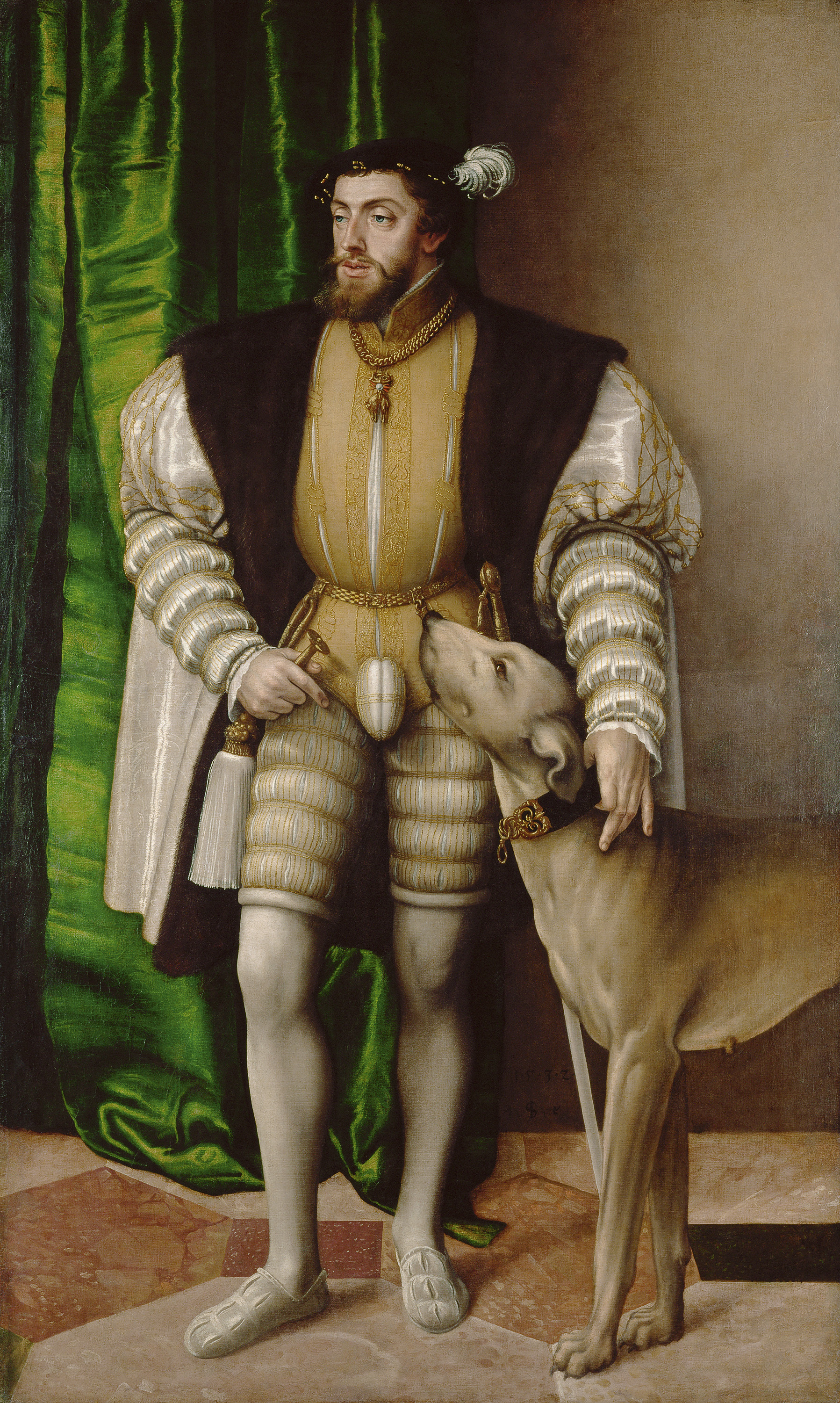
I. Károly, az expedíció támogatója

Nem véletlen, hogy Magellán Spanyolországot választotta, hiszen Portugália mellett ez az ország volt korának másik tengeri hatalma. Spanyol útjára csak keleti szolgáját, Henrique-t vitte magával, Faleiro egyelőre Portugáliában maradt, de megegyeztek, hogy tervükről senkivel sem beszélnek. Magellán, miután elhagyta hazáját, a nevét is megváltoztatta, spanyol földön a Fernando de Magellanes nevet használta.
Sevillában telepedett le, ahova 1517. október 20-án érkezett, mivel egyrészt itt működött az India Tanács, másrészt mert régi ismerőse, Diego Barbosa ebben a városban élt, és szállást adott neki, és mert a városba várták az udvart, az új királlyal, I. Károllyal (a későbbi V. Károly német-római császárral) az élen. Barbosa jelentős és értékes támogatója lett Magellán tervének, mivel ő volt a királyi palota kormányzója és a Szent Jakab-lovagrend parancsnoka. Sevilla ezenkívül élénk kikötőváros volt a Guadalquivir partján, ideális helyszín tengeri utak szervezéséhez. Magellán pár nappal azután, hogy a városba érkezett, aláírt egy hivatalos dokumentumot, ami Kasztília alattvalójává tette, ezután nevét Hernando de Magallanesként írta.
Magellán Faleirónak tett ígérete ellenére kénytelen volt egy s másba beavatni Barbosát és fiát, Duartét, ha meg akarta szerezni a támogatásukat. A részletek elárulása nélkül feltárta hát tervének körvonalait. Duarte maga is katona volt, aki nemrég tért vissza az Indiákról, lelkesen hallgatta Magellán terveit, később útitársa is lett az expedícióban. De nem csak ő, hanem húga, Beatriz is szívesen látta a nála jóval idősebb Magellánt, és ő sem volt közömbös a lány iránt, hamarosan össze is házasodtak.

#### Az India Tanács előtt

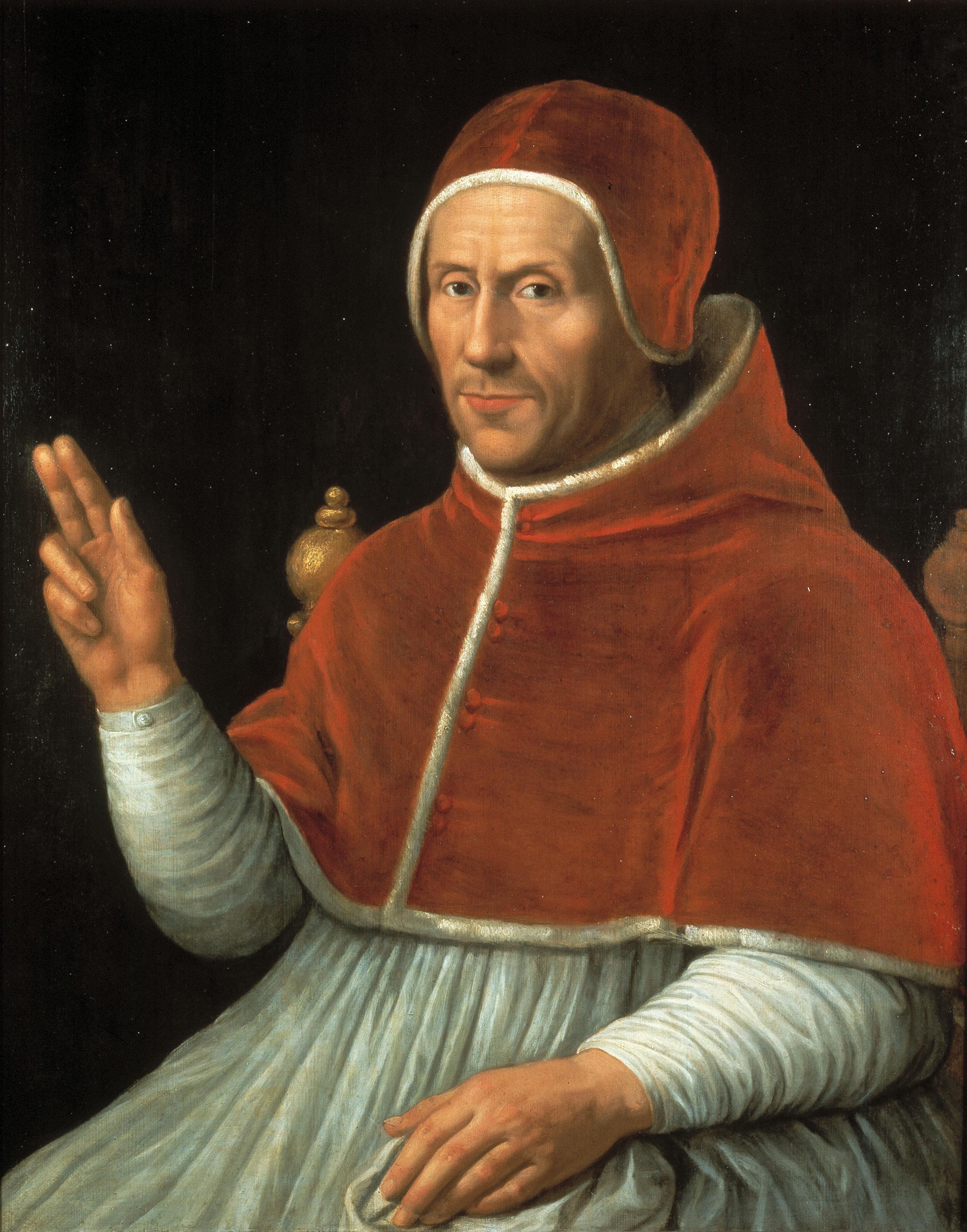
VI. Adorján pápa, Magellán egyik támogatója még püspök korában

Barbosa összeismertette Magellánt az India Tanács egyik befolyásos tagjával, Juan de Arandával. Aranda figyelmét felkeltette a nyugati út terve, és megjegyezte, hogy egy Estêvão Gomes nevű hajós is benyújtott hasonló tervet a tanácshoz, de őt elutasították, döntő bizonyítékok hiányában. Ekkor Magellán döntésre kényszerült: vagy tartja magát Faleirónak tett ígéretéhez, és nem árul el semmit – ebben az esetben biztosan kútba esik az egész terv –, vagy elmond mindent és bemutatja a bizonyítéknak szánt térképeket és feljegyzéseket. Az utóbbit választotta, és mindent feltárt Aranda előtt, a kilátásokat, kockázatokat, várható hasznot és költségeket egyaránt. Felhozta érvként azt is, hogy habár az 1494-es világfelosztás szerint a Maluku-szigetek Portugáliához tartoznak, valójában spanyol területen vannak, mivel Faleiro számításai szerint a nyugati félgömbön helyezkednek el, és éppen azért kell nyugatnak indulva felkeresni őket, hogy a portugálok gyanúját ne keltsék fel. A Maluku-szigetek Portugália gazdagságának egyik alapja volt, ezért nyilvánvalóan nem szívesen engedték volna át a spanyoloknak. Magellán meggyőzően előadta, hogy az Atlanti-óceánból a Déli-tengerre tengerszorosnak kell lennie, méghozzá a „Santa Cruz országától”, vagyis Dél-Amerikától délre. Arandát meggyőzte Magellán szenvedélyes érvelése, és pozitív hangvételű jelentést írt róla Spanyolország nagykancellárjának.
Hamarosan Faleiro is megérkezett Spanyolországba, akinek rejtekutakon kellett elhagynia Portugáliát, mivel különböző országokból származó titkos térképek és feljegyzések voltak nála, amiket a portugál hatóságok nem szívesen engedtek volna ki. Faleiro, mivel félt, hogy kijátsszák a háta mögött, szemére hányta Magellánnak, hogy az nem tartotta be a megállapodásukat. Barbosa közbenjárására a csillagász is belátta, nem késlekedhetnek, mivel Estêvão Gomes sem adta fel a reményt, hogy ő szerelheti fel a flottát.
Mivel a király ekkor még csak 16 éves volt, Aranda tisztában volt vele, elsősorban a király három legfőbb tanácsadójától függ ügyük kimenetele, az első minisztertől, a nagykancellártól és Adriaan Boeyens utrechti püspöktől, aki a király korábbi nevelője volt, és akit később VI. Adorján néven pápává választottak. Rajtuk kívül még egy embernek volt szava, az India Tanács alelnökének, a spanyol Fonseca bíborosnak, aki annak idején erősen ellenezte Kolumbusz tervét. Arandának olyan jól sikerült meggyőznie a döntéshozókat, hogy még az út engedélyezése előtt késhegyig menő vitákat folytattak az út hasznából való részesedésről, aminek során megegyeztek: Arandáé lesz az út hasznának egynyolcada.
Faleiro és Magellán parancsot kaptak, jelenjenek meg a Királyi Tanács előtt és adják elő terveiket. Mindketten előadták hát azokat a korábbi érveket és „tényeket”, amikkel már meggyőzték Barbosáékat és Arandát is. Amikor a Tanács tagjai azt kérték, mutassák hát meg a feltételezett átjárót a földgömbön, azt felelték, óvatosságból nem jelölték be és nem mutatják meg, nehogy illetéktelenek kezébe kerüljön ez a nagyon fontos információ. Meglepetésre Fonseca bíboros, aki Kolumbuszt egyszer már elutasította, váratlanul támogatóan lépett fel a tervekkel kapcsolatban, és ez el is döntötte a dolgot: Magellán és társa írásban terjesszék ügyüket a király elé.
Ebben a döntő pillanatban lépett kapcsolatba Magellánnal egy üzletember, az őt már Portugáliából ismerő Cristobal de Haro, flamand származású bankár és fűszer-nagykereskedő, aki Maximilianus Transylvanustól, leendő rokonától értesült a tervekről. Haro tudta, a spanyol kincstár jószerével üres, ezért felajánlotta Magellánnak, ha megszerzi a királyi engedélyt az útra, ő megszervezi az expedíció pénzügyi hátterét, természetesen megfelelő részesedésért cserébe. Mivel így Magellán már pénzügyi támogatókat is a háta mögött tudhatott, már majdnem egyenrangú félként léphetett a Királyi Tanács és a király elé, hiszen már a maga erejéből képes lett volna útjára bocsátani a flottát. Ekkor Aranda lehetett az, aki azt sugallta a királynak, ha egy olyan üzletember, mint Haro is szívesen részt venne a vállalkozásban, akkor az út bizonyára nagy hasznot fog hajtani, kár lenne, ha a Spanyolország és a kincstár kimaradna belőle. Így határozatot hoztak, miszerint a költségek nagyobb részét a kincstár állja, Haro csak egy bizonyos összeggel vehet részt benne, és megengedték, hogy a Fugger-bankház is támogassa az expedíciót.
1518. március 22-én kiállították a királyi pátenst, mely a spanyol korona nevében felhatalmazza Magellánt és társait, hogy az amerikai kontinenst megkerülve utat keressen a Maluku-szigetek felé.

### A hajók felszerelése és a legénység toborzása
Magellán számára nem volt egyszerű megszervezni az expedíció 2 évnyi ellátását. Minden elképzelhető helyzetre fel kellett készülniük, minden holmiból és élelemből annyit kellett magukkal vinniük, ami feltehetően elég egy 2 éves útra.
Meg kellett küzdeniük legyőzött ellenfelük, Gomes áskálódásaival is, ezen felül Magellán és Faleiro korábbi hazája, Portugália is hamarosan tudomást szerzett a készülődő expedícióról, és megpróbálták megakadályozni. A portugál követ felkereste Magellánt, és megpróbálta rábeszélni, térjen vissza Portugáliába, és ott a király majd támogatja expedíciós terveit. Magellán azonban, félve attól, hogy támogatás helyett meggyilkolják, ha hazatér, nemet mondott az ajánlatra.
Miután a diplomáciai út nem járt sikerrel, megpróbálták rossz hírét kelteni a tervezett útnak, építve az emberek babonás félelmeire, hogy ne merjenek elszegődni az útra, és rossz hírét keltették Magellánnak is.
További problémát jelentett, hogy Magellán és Faleiro összekülönböztek azon, hogy nem Faleiro lett az expedíció parancsnoka, ezért Faleiro nem sokkal az indulás előtt visszalépett, ígéretet kapva arra, hogy a következő vállalkozás vezetője már ő lehet.
Portugália olyan kétségbeesetten próbálta megakadályozni az expedíciót, hogy a már felbérelt legénység körében és megpróbáltak lázadást szervezni, de Magellán tanúbizonyságot téve vezetői képességeiről, csírájában fojtotta el azt.

#### A hajók, a legénység és a rakomány

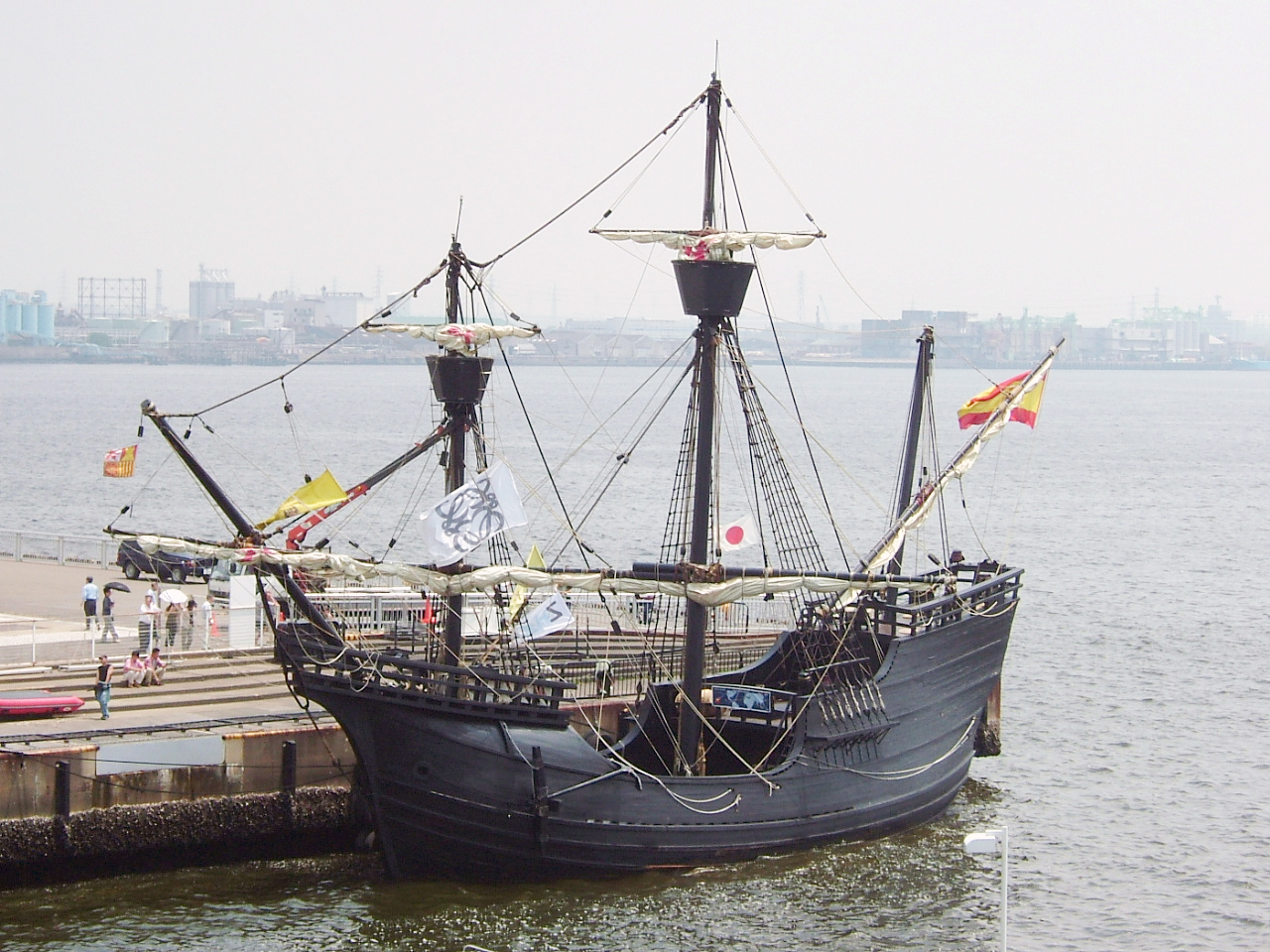
A Victoria modern kori másolata 2005-ben

Másfél évvel a királyi pátens kiadása után végre indulásra készen állt az öt hajó:
- Trinidad (110 tonnás), parancsnoka Magellán, majd João Lopez Carvalho, végül Gonzalo Gomez Espinoza,
- San Antonio (120 tonnás), parancsnoka Juan Cartagena, nemesember, Fonseca püspök rokona, aki a királyi ellenőr posztot is ellátta, később Alvaro Mexquita,
- Concepción (90 tonnás), parancsnoka Gaspar de Quesada, később Juan Serrano,
- Victoria (85 tonnás karakk), parancsnoka Luis de Mendoza, majd Duarte Barbosa, később Gonzalo Gomez Espinoza, végül Juan Sebastián Elcano,
- Santiago (75 tonnás), parancsnoka Juan Serrano.

Magellánon kívül minden kapitány spanyol volt, kivéve Serranót, aki bár spanyolosan írta a nevét, de Magellán barátjának, Francisco Serrãónak volt az öccse. A flotta létszáma, a fizetési jegyzékeket alapul véve 239 fő volt. Rajtuk kívül még 26 fő, köztük a krónikásként jelenlévő Antonio Pigafetta, Vicenzából származó olasz ember utazott a hajókon. A hajónaplót Francisco Albo vezette, aki először a Trinidad segédkormányosa, majd a Victoria kormányosa lett. Magellán legnagyobb ellenfelének, Gomesnek is munkát kínált, ő lett a San Antonio kormányosa.
A hajókról nem voltak jó véleménnyel az útra készülődök: régi, sokszor javított járművek voltak. A rakomány összeállításakor minden elképzelhető tevékenységre, problémára fel kellett készülni, beleértve a legénység élelmezését is tudván, hogy a bizonytalan ideig tartó út során nemigen lesz lehetőségük a hiányzó holmik pótlására. Így a rakományban szerepelt 58 ágyú, sok mozsár, tábori lövegek, rengeteg vas- és kőgolyó, nagy mennyiségű ólom további lövedékek öntéséhez, amik mind igencsak megterhelték a hajókat. Ezen kívül kézi harchoz lándzsák, pajzsok, sisakok. Több ezer zsák élelem: liszt, hüvelyesek, körülbelül 3000 kilogramm füstölt hús, sok száz hordó édesvíz és bor. A fedélzetre hajtottak még élő teheneket is a tej és a későbbi friss hús miatt.

## Az expedíció

### Indulás
A flotta 1519. szeptember 20-án futott ki a Guadalquivir torkolatából és a Kanári-szigetek felé vette az irányt, hogy aztán onnan délnyugatra, Brazília partjai felé haladjon tovább. Közvetlenül az indulás előtt Magellán üzenetet kapott az apósától, Barbosától, hogy a spanyol kapitányok összeesküvést szőnek ellene.
Magellán igen szigorú fegyelmet követelt meg nem csak a legénységtől, de a kapitányaitól is. Egy jelzőrendszert talált ki, melyet kapitányainak minden körülmények között követniük kellett. Az útirányba nem tűrt beleszólást, ez azonban nem nyerte el minden parancsnok tetszését, már a Kanári-szigetek után Cartagena azzal állt elő, Magellán minden irányváltoztatást beszéljen meg vele. Magellán ezt elutasította, mondván: „Az Ön kötelessége nappal zászlómat, éjjel pedig lámpásomat követni, magyarázatot követelni senkinek sincs joga!” Ettől kezdve a viszony igen feszültté vált a kapitány és a főparancsnok között, minek következtében Cartagena beszüntette a szintén Magellán által szigorúan megkövetelt napi jelentkezést és üdvözlést, de ezt Magellán mintha észre sem vette volna.
Néhány nappal később, amikor Magellán egy fegyelmi ügy megtanácskozására hívta a Trinidadra a kapitányokat, Cartagena ismét előállt a közös irányítás kérdésével, mire Magellán parancsot adott, hogy tartsák őrizetben a Victorián, ahol „becsületszóra” Mendoza vette őrizetbe; a San Antonióra pedig új parancsnokot, a portugál Alvaro Mexquitát nevezte ki.Néhány nap múlva földet észleltek, és december 11-én kikötöttek a Rio de Janeironak elnevezett öbölben. Az indiánok igen szívélyesen fogadták őket, így Magellán kétheti pihenőt engedélyezett a legénységnek. Pigafetta naplójában élénk színekkel ecsetelte a helyiekkel való cserekereskedelmet és a lányokkal való ismerkedést. A pihenő végén felfrissítették a készleteiket és tovább hajóztak délre, az átjárót keresve.

### Lázadás Dél-Amerika partjainál

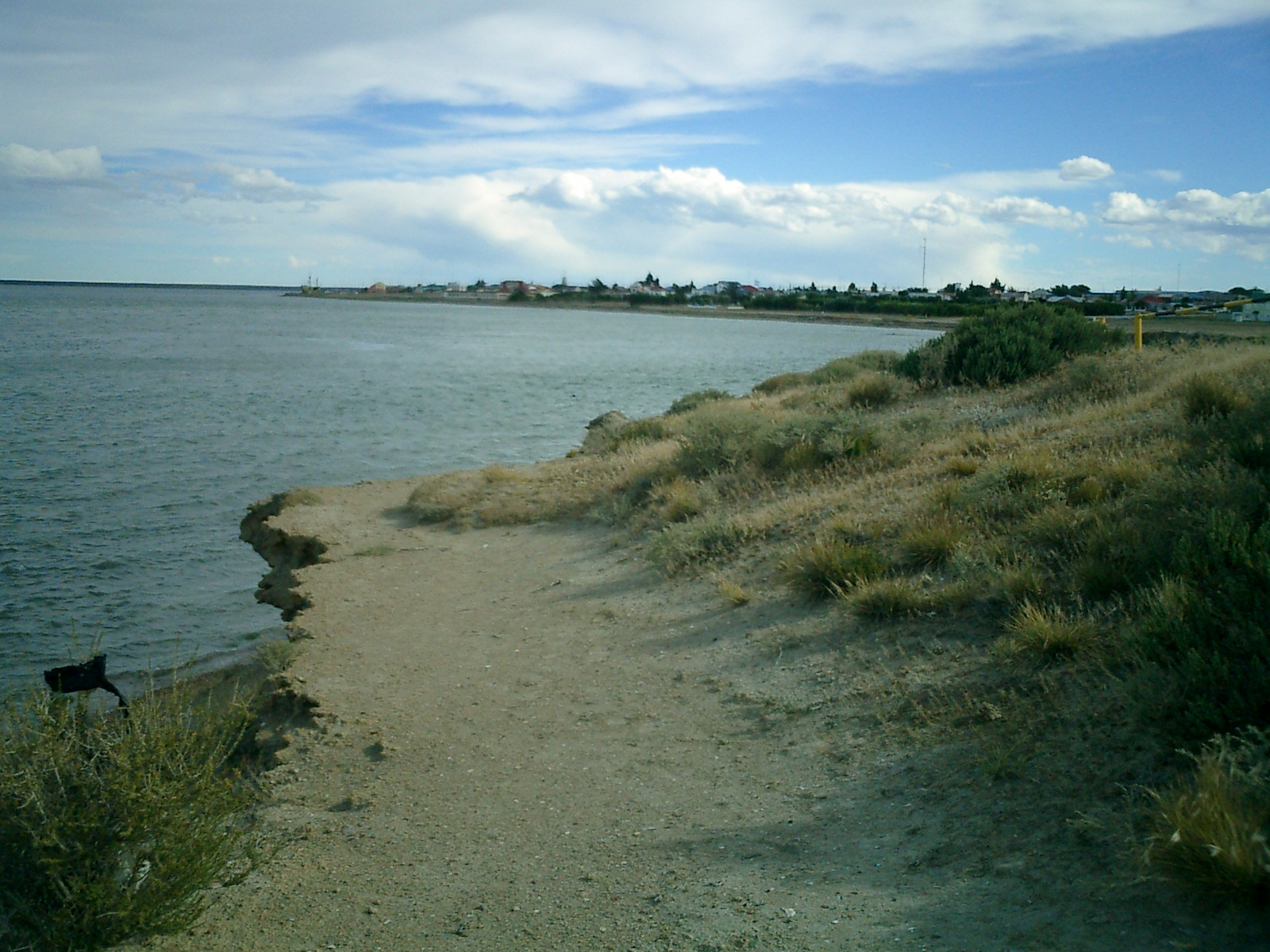
A San Julián-öböl

1520. január közepén a La Plata előtt jártak már. Itt Magellán újra átkutatta a területet, de kiderült, hogy de Solísnak nem volt igaza, nem találták meg az általa feltételezett átjárót. 15 napot vesztegettek el a kutatásra, hiszen Martin Behaim térképe ezt mutatta átjáróként. Magellán igen csalódott volt, ám ezt nem mutathatta sem a legénység, sem a kapitányok előtt.
Tovább kellett hajózniuk, ismeretlen földek felé. Az időjárás igen kedvezőtlen volt: hideg, eső, viharos tenger. Az áramlások és a szél szanaszét szórták a hajókat, igen nehéz volt a flottát egyben tartani. A hajókban nagy kár esett, folyamatosan javítani kellett a lazuló bordákat, betömni a lékeket. A Trinidad egy ilyen alkalommal majdnem el is pusztult. Mindeközben minden apró öblöt átkutattak, hátha az vezet a vágyott átjáró felé?
A gyötrelmes utat – ahol már a készleteik is újból fogytán voltak, és a legénység ereje is a végét járta –, már nem lehetett sokáig folytatni, ezt Magellánnak is be kellett látnia. Magellán tudatában volt, hogy a legénység és a kapitányok kétségbe vannak esve. Az emberek a lázadás szélén álltak, egyre hevesebben és egyre nyíltabban tiltakoztak az út folytatása ellen. Suttogták, hogy Magellán talán nem is akarja megtalálni a Fűszer-szigeteket, talán portugál kém, akinek az a feladata, hogy romlásba vigye ezt a szépen felszerelt spanyol expedíciót; és ha mégsem, akkor is: ez az út csak a pusztulásba vezethet. Magellán ráadásul a túlélés érdekében szigorú intézkedéseket vezetett be: csökkentette a napi fejadagot. Később, amikor a Csendes-óceánt szelték át, bebizonyosodott, hogy ez a szűkmarkúság mentette meg az expedíció életét az éhhaláltól, de akkor még, a San Julián-öbölben ez is egy volt a lázadásra okot adó momentumok közül. A spanyol tisztek, ha nem is bátorították a legénységet a lázadásra, de nem is vették elejét az elégedetlenségnek. A spanyol kapitányok egyik feladata volt, hogy ellenőrizzék Magellánt, és útját állják, ha az olyat tesz, ami a flotta pusztulását okozhatja. Mivel Cartagena, a legtekintélyesebb közülük, fogságban volt, a többi kapitánynak kellett tennie valamit.

#### A San Julián-öbölben
Miután felfedezték a Szt. Mátyás-öblöt, 1520. április 1-jén elhatározták, hogy a San Julián-öbölben, a déli szélesség 49. fokánál áttelelnek. Négy hajóját az öbölbe küldte, ő maga a Trinidaddal az öböl bejáratánál állt meg. Terve az volt, hogy a telelés után folytatják a kutatást az átjáró után.
Magellán elővigyázatossága indokolt volt. Húsvét napján közös ebédre és misére hívta át a kapitányokat a hajójára, de közülük senki nem jelent meg, így kettesben ebédelt Antonio da Mesquitával, a San Antonio Cartagena helyett kinevezett parancsnokával. Magellán hadüzenetként értelmezte a kapitányok távolmaradását, bár az is elképzelhető, hogy azok csak óvatosságból nem jelentek meg, félvén, hogy Cartagena sorsára jutnak.
Még aznap éjjel kitört a lázadás. A szabadon engedett Cartagena és Quesada néhány emberrel észrevétlenül a San Antoniohoz eveztek és elfogták Mesquitát, amiben Gomez kormányos és néhány helyi matróz is segített, ám közben egy embert meg is öltek. A flotta legnagyobb hajója így a zendülők kezébe került, a Victoria és a Concepción mellé. Annak ellenére, hogy Magellán csak két hajót mondhatott magáénak, a lázadók kénytelenek voltak a három hajójuk egyikén lefegyverezni a matrózokat, mert nem bíztak meg bennük.
Magellánnak döntenie kellett: tárgyal vagy leveri a lázadást. A spanyol kapitányok igen udvarias levelet írtak, melyben tanácskozásra hívták Magellánt, de a levélben azt is kérték tőle, hogy a jövőben tartsa tiszteletben a személyüket. Mivel a spanyolok így taktikai hibát követtek el, és Magellán szemében tanúságát adták határozatlanságuknak, Magellánnak könnyű volt döntenie a lázadás leverése mellett.
Magellán a hozzá hű és gyors döntésekre képes Gonzalo Gomez Espinozát küldte át a Victoriára a levelet hozó bárkával, és áthívatta Mendozát tárgyalni, aki ezt megtagadta. Ekkor Espinoza és egy matróz leszúrta Mendozát. Mire a legénység észbe kapott, az Espinozát követő másik bárka 15 katonája is a fedélzeten volt, és Duarte Barbosa, Magellán sógora, azonnal átvette a parancsnokságot a Victorián, így Magellán oldalán már három hajó állt.
A Trinidad és a másik két Magellán pártján álló hajó az öböl bejáratánál horgonyzott, így a lázadó hajók nem tudtak elszökni. Ennek ellenére a San Antonio éjszaka megkísérelte a szökést, de a matrózok megkötözték a tiszteket és megadták magukat, akárcsak a Concepción matrózai. Ezek után Cartagena is megadta magát a Concepción fedélzetén.
Magellán viszonylag enyhe büntetést szabott ki a bűnösökre, mivel minden emberre szüksége volt ahhoz, hogy tovább tudjon majd tavasszal hajózni. A büntetések gyakorlatilag csak a kapitányokat sújtották: Quesadát lefejeztette, a már korábban leszúrt Mendoza testét felnégyeltette, Cartagenát pedig egy bujtogató pappal együtt kitette a lakatlan partra. A többi lázadó kegyelmet kapott, így a Concepción másodkormányosa is, Juan Sebastián Elcano is, aki a Trinidadra irányította a hajóágyúkat.

#### Ismerkedés a patagónokkal
Májusban Magellán délre küldte felderítésre a Santiagót, azonban a hajó az 50. déli szélességnél a Santa Cruz-folyó torkolatánál elsüllyedt, egy matróz meghalt, és a többiek is nehezen menekültek meg; partszéli vándorlással kellett visszatalálniuk a többi hajóhoz. Ezután a hajó parancsnoka, Serrano a Concepciónon lett kapitány.
Amíg a hajók a San Julián-öbölben teleltek, július 8-án egy magas növésű helyi indián látogatta meg őket, akit patagónnak neveztek el, ami spanyolul nagylábút jelent. Az őslakos majdnem meztelen volt, táncolt és port szórt a fejére. Óriás termetű volt, az arcát vörösre, a haját fehérre festette, szeme köré sárga karikákat mázolt. Amikor a hajóra vezették, elmutogatta, hogy hite szerint a hajó az égből jött. Az indián és népe meglehetősen barátságosan viseltetett a felfedezők felé, de csak addig, míg azok meg nem próbáltak párat elfogni közülük.
Augusztus végén elhagyták az öblöt és a Santa Cruz-folyóig haladtak, ahol – mivel a folyótorkolat halban bővelkedett – októberig maradtak, várva a tavaszt. Magellán nem tudta, hogy ekkor már csak mindössze 2-3 napnyi hajóútra voltak az átjárótól, de a romló időjárás miatt még 2 hónapot kellett az öbölben vesztegelniük.

Magellán föld körüli útjának megtett útvonala

### A Magellán-szoros felfedezése

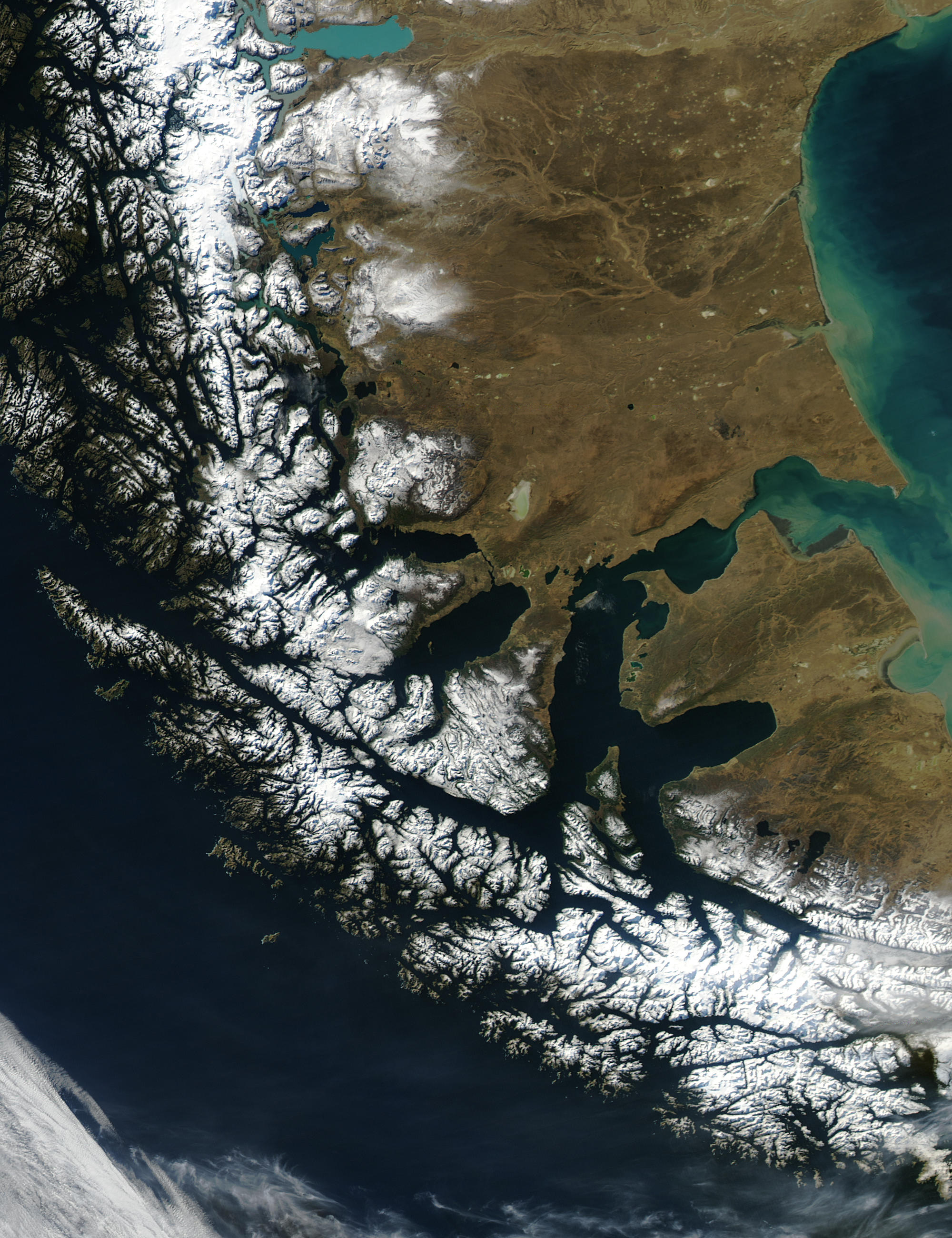
A Magellán-szoros V alakban látható a műhold-felvételen

1520. október 18-án a hajók elhagyták a Santa Cruz-folyót, és dél felé haladtak Patagónia partjai mentén. Magellán közölte a kapitányokkal, hogy elsősorban délen keresi az átjárót a Déli-tengerre, és csak akkor fordul vissza kelet felé, ha a déli 55. szélességi fokig nem talál tengerszorost. Már 3 nap múlva, október 21-én találtak egy utat nyugat felé a déli 52. szélességi foknál. Eddigre már Dél-Amerika addig ismeretlen partjai mentén 4000 km-t hajóztak, és felfedezték a Bahía Blancai-, San Mattias-, San Jorge- és Bahia Grande-öblöket, több más öböl mellett.
Ezek után megkerülték a Vírgenes-fokot, és Magellán két hajót előreküldött felderítésre, éjszaka azonban két napig tartó vihar támadt, ami veszélybe sodorta a felderítőket. Ebben a helyzetben vettek észre egy szorost, ami egy széles öbölbe vezetett, majd innen egy másik szoroson át egy még szélesebb öbölbe jutottak. A két kapitány, Mexquita és Serrano úgy döntöttek, visszafordulnak jelentést tenni. Ezen a ponton Gomez kormányos figyelmeztette Magellánt, hogy már csak annyi élelmük maradt, amivel biztonságosan haza tudnak érni Spanyolországba, Magellán azonban úgy döntött, folytatják az utat, és halálbüntetés terhe mellett megtiltotta, hogy a visszafordulásról vagy az élelmiszerhiányról beszéljenek. Pigafetta naplójában arról írt lelkesen, „Főparancsnokunk tudta, hogy egy rejtett tengerszoroson át vezet a keresett út, hiszen látta a nagy hírű földrajztudós, Martin Behaim egyik térképén, amelyet a portugál királyi levéltárban őriznek.”
Ő nem tudta, hogy Magellán már hónapok óta tudatában volt, hogy a térkép vagy hamis vagy pontatlan. Magellán optimizmusát arra alapozta, hogy a mérések szerint az árapály szabálytalanul váltakozott ezen a helyen, a dagály erősebb volt az apálynál. Ennek pedig szerinte egy oka lehetett: itt egyenlítődik ki a két nagy tenger mozgása, tehát a szoros egy másik tengerre vezet. 1520. november 1-jén a flotta behatolt a tengerszorosba az 52. szélességi foknál. De még előtte Gomez azt javasolta, hogy most, hogy megtalálták az átjárót forduljanak vissza, mivel fogytán az élelem. Később jól felszerelt flottával könnyebben át lehet kelni a szoroson. Magellán válaszul halálbüntetés terhe mellett megtiltotta, hogy bárki a visszafordulásról vagy az élelmiszerhiányról beszéljen.
Néhány napig eltartott, amíg a felfedezett öblökön állandó mélységméréssel, zátonyok és sziklák között lavírozva áthatoltak, majd a Dawson-szigetnél két csatornára bukkantak, az egyik délkeletre, a másiknak délnyugatra nyílt. A San Antoniót és a Concepciónt délkeletre, egy bárkát pedig délnyugatra küldött Magellán. „A kiküldöttek (a bárkával) három nap múlva visszatértek azzal a hírrel, hogy egy hegyfok mögött meglátták a nyílt tengert. A főkapitány könnyezett az örömtől és elnevezte ezt a hegyfokot a Vágyakozás fokának.” A Trinidad és a Victoria behatolt ebbe a csatornába, 4 napig vártak, majd visszatértek, hogy találkozzanak a másik két felderítő hajóval.

#### ASan Antonioszökése
De csak a Concepciónt találták a találkozási ponton, mivel a két hajó elvált, a Concepción zsákutcába került, majd a Sikertelenség-öbölből visszafordult. A San Antonio szintén zsákutcába került, majd visszatérve a kiindulási pontra, nem találták ott Magellánt, ezért a tisztek, Gomez vezetésével ismét fellázadtak. Mexquitát elfogták, megsebesítették, és a lázadó hajó visszatért Spanyolországba. Ott a szökevények árulással vádolták meg Magellánt, a hatóságok bebörtönözték Mexquitát, Magellán családját megfosztották évjáradékuktól, akik így (felesége és gyerekei) hamarosan meg is haltak. Magellán és a többi kapitány azonban erről mit sem tudott, ők azt hitték, a San Antonio elpusztult, hiszen Mexquita a főparancsnok hű embere volt. Mivel így már két hajót elveszítettek, a megmaradt hárommal folytatták az utat, erősen lecsökkent létszámú legénységgel.
5 napig, november 23–28. között haladtak az erősen összeszűkült csatornában északnyugat felé. A partokon magas, kopár hegyeket láttak, a partok lakatlanok voltak, de dél felé nappal füstöt, éjjel máglyák fényét vélték látni. Ezért Magellán ezt a vidéket Tüzek földjének nevezte el, (más változat szerint Füstök földjének, de mivel I. Károly szerint „nincs füst tűz nélkül”, Tüzek földjére keresztelte át, mai nevén Tűzföldnek.) Végül 27 nap utazás után, 1520. november 28-án a Pilar-foknál kijutottak az 550 km hosszú szorosból a nyílt óceánra.

### Átkelés a Csendes-óceánon

A Mariana-szigetek a Csendes-óceánon (pirossal jelölve)

Miután kijutottak a Déli-tengerre, három nappal később, december 1-jén utoljára láttak kelet felől szárazföldet. Ez valószínűleg a chilei szigetvilág egyik szigete lehetett a déli szélesség 48. fokánál.
 Mivel Magellán tudta, hogy a Fűszer-szigetek az Egyenlítőnél vannak, ezért előbb észak felé hajóztak a 30°5' déli szélességig, majd nyugat-északnyugat irányba haladtak. De annak ellenére, hogy tudta a szigetek helyét, mégis túlhaladtak az Egyenlítőn egészen az északi szélesség 10. fokáig.
Kezdetben az átkelés a Csendes-óceánon ígéretesnek tűnt: repülőhalakkal találkoztak, amik akár egy nyíllövésnyire is el tudtak repülni, sok ilyen hal esett a hajók fedélzetére, így halban nem szenvedtek hiányt.
Az átkelés majdnem 4 hónapig tartott, és ez alatt nem láttak szárazföldet, élelmük elfogyott, szinte mindenki skorbutot kapott. A gyötrelmes út alatt 19 ember meghalt, az indián foglyok: a brazíliaiak és a patagónok is.
„...Kikerültünk ebből a tengerszorosból és behajóztunk a Csendes-óceán szabad térségeibe. Három hónapig és húsz napig teljesen nélkülöztük a friss élelmiszereket. Kétszersültet ettünk, de az már nem kétszersült volt, hanem kukacokkal kevert száraz por... Erősen bűzlött a patkányvizelettől is. Sárga vizet ittunk, amely már régóta poshadt. Megettük a vitorlarudakat borító ökörbőröket is, amelyek azért voltak ott, hogy az oldalkötélzetet ne dörzsöljék ki a vitorlarudak... Négy-öt napig a tengervízbe áztattuk ezeket a bőröket, azután néhány percig izzó szénre tettük és megettük. Gyakran táplálkoztunk fűrészporral. A patkányok ára arabonként fél dukát volt de ilyen áron is lehetetlen volt szerezni.” (Pigafetta)
Mivel az időjárás az egész út alatt megfelelő volt, Magellán a Déli-tengert a Mare Pacificum, vagyis Csendes-óceán névre nevezte át. A különösen jó idő oka feltehetően az volt, hogy ebben az időben, 1518–1520 között az El Niño jelenség határozta meg a Csendes-óceán időjárását. Valószínűleg ezen az úton Andrés de San Martín kormányos – Pigafetta „csillagjósnak” nevezte – felfedezett két galaxist, amik később a Kis és Nagy Magellán-felhő neveket kapták.
„A déli sark nem olyan csillagos, mint az északi. Itt porfelhőre emlékeztető nagyszámú kis csillag-halmaz látható. A távolság, mely elválasztja őket, nem nagy, és kissé halványak. Van közöttük két nagy, nem nagyon fényes, lassan mozgó csillag.” (Pigafetta)
Magellán és három hajója majdnem 17 000 km-t tett meg a Csendes-óceánon, jórészt Dél-Polinéziában és Mikronéziában, ahol nagyon sok apró, szétszórt sziget található. Ennek ellenére az expedíció csak 2 kicsi lakatlan szigetet látott, amiket San Pablo és Tiburones névre kereszteltek a 16°15' illetve a 11°15 déli szélességnél. Mivel azonban a hosszúsági fokokat azokban az időkben nem lehetett helyesen kiszámolni, ma már egyik létező szigettel sem lehet beazonosítani a két általuk látott szigetet.
Végül 1521. március 6-án megpillantottak nyugat felől három lakott szigetet, a Mariana-szigetekből. Csónakokon bennszülöttek érkeztek a hajókhoz, a csónakok pálmalevélből készült háromszögletű vitorlákkal voltak ellátva, ezért először a „Latin Vitorlák szigetei” nevet kapták a földek. Az egyik szigetnél, ami valószínűleg Guam volt, meztelen, fejükön pálmalevél sapkát viselő bennszülöttek másztak a hajóra, és mindent elvettek, amit megláttak, ami miatt a szigetet „Tolvajok szigetének” nevezték el. Végül a helyiek már az egyik hajóhoz kötött csónakot is ellopták, ami nagyon felbőszítette Magellánt, ezért fegyveres matrózokkal partra szállva felgyújtatott pár kunyhót, és megöltek 7 embert. Amikor Magellán hajói elmentek, a bennszülöttek több száz csónakon követték őket és kövekkel dobálták a hajókat.

### Magellán halála

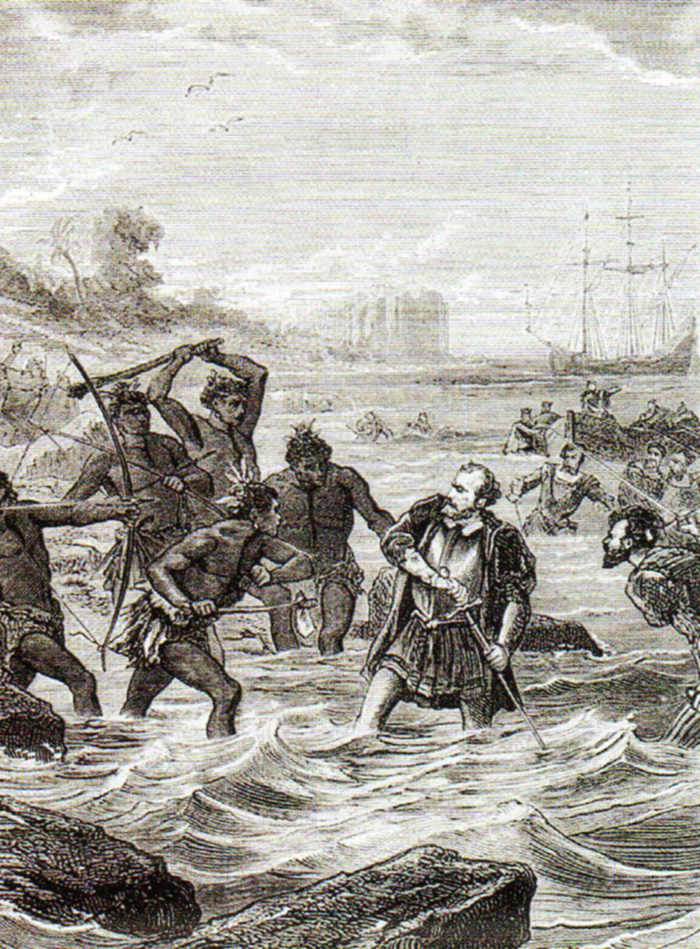
19. századi rajz Magellán haláláról

1521. március 16-án, további 2000 km megtétele után a flotta megérkezett a Fülöp-szigetekhez, azon belül is a Siargao szigethez a déli szélesség 10. fokánál.. Magellán ezzel az útjával bebizonyította, hogy Amerika és Ázsia között óriási vízterület van, ami sokkal szélesebb az Atlanti-óceánnál, és főleg szélesebb annál, mint ahogy a korabeli térképeken az Amerika és Japán közötti távolságot ábrázolták. A következő napon pihenés és vízfelvétel céljából továbbhajóztak a Samar szigettől délre lévő Homonhon szigethez. A szomszéd Suluan sziget lakói gyümölcsöt, kókuszdiót és pálmabort adtak csecsebecsékért cserébe, és elmesélték, hogy sok-sok sziget található ezen a területen. Magellán a szigetvilágot San Lazarónak nevezte el, mely később a Fülöp-szigetek nevet kapta. A főnököknél aranytárgyakat és selyemmel hímzett szöveteket, valamint arannyal díszített fegyvereket láttak.
Néhány nappal később délnyugat felé a Camiguin szigeten Magellán szumátrai rabszolgája, Henrique anyanyelvén szólította meg a helyi bennszülötteket, akik megértették, hogy mit mond. Két óra múlva nagyobb csónak érkezett a helyi szultánnal az élen, Magellán számára világossá vált, hogy már nincs messze a Fűszer-szigetektől, és hogy rabszolgája már majdnem végrehajtotta a Föld első körülhajózását.
A szultán által biztosított révkalauzok elvezették a hajókat Cebu ugyanolyan nevű kikötővárosába. Cebuban, amit már régóta látogattak kelet-ázsiai országok kereskedői, Magellánék kínai árukat, porcelánedényeket is láttak, a város vezetője pedig vám megfizetésére kötelezte őket. Magellán ezt megtagadta, de barátsága jeléül felkínálta a katonai segítséget, feltéve, ha a szultán a spanyol király hűbéresének ismeri el magát, és egy minta-ütközetet is eljátszott a hajóival. Egy helyi mohamedán kereskedő azonban óva intette a szultánt: „Vigyázz, Felség, ezek az emberek ugyanazok, akik elfoglalták Calicutot, Malaccát és egész Nagy Indiát...” A szultán elfogadta Magellán ajánlatát, és egy hét múlva családjával együtt megkeresztelkedett, és Pigafetta szerint rövid időn belül a sziget teljes lakossága kereszténnyé lett, habár ehhez némi erőszakot is alkalmazni kellett: „A szomszédos szigeten felgyújtottunk egy kunyhót, abból az okból, hogy az emberek megtagadták az engedelmességet a rádzsának és nekünk”.
Magellán, felhasználva befolyását és oltalmazva az új keresztényeket, beleavatkozott a Cebuval szemben fekvő Mactan sziget belviszályaiba, és 1521. április 27-én éjszaka három bárkával és hatvan emberrel átkelt a szigetre. A csónakok nem tudták megközelíteni a partokat a korallzátonyok miatt, ezért Magellán hátrahagyta az íjászokat és a muskétásokat, 50 emberrel átgázolt a szigetre. A falunál megtámadták őket, a csónakokból lőni kezdtek a helyiekre, de ebből a távolságból a puskagolyók hatástalanok voltak a fapajzsokkal szemben. Magellán parancsára felgyújtották a falut, a helyiek erre nyilakkal és kövekkel támadtak a spanyolokra, főleg a lábukra, mert azt nem védte páncél. Pigafetta leírása szerint „...Mi, a kapitány mellett maradt hat vagy nyolc ember kivételével, hamarosan megfutamodtunk... A kapitányt felismerve, egy sereg ember vetette rá magát... de ő mégis szilárdan kitartott, amint jó lovaghoz illik... Megkísérelte kihúzni a kardját, de csak félig sikerült kirántania, mert egy bambuszdárda megsebesítette a karján. A támadók egyike a bal lábán megsebesítette egy nagy baltával... A kapitány arccal előre rogyott és ekkor átszúrták vas- és bambuszdárdákkal. Baltákkal ütötték addig, míg meg nem ölték... a mi világosságunkat, a mi örömünket, a mi igazi vezérünket. Egész idő alatt hátra-hátra fordult, hogy lássa, sikerült-e mindannyiunknak beszállni a bárkákba.”
Magellánon kívül meghalt nyolc spanyol és négy, spanyolokat segítő szigetlakó. Sokan megsebesültek, köztük Pigafetta is egy az arcába lőtt mérgezett nyíltól.

### Tovább a Maluku-szigetekhez

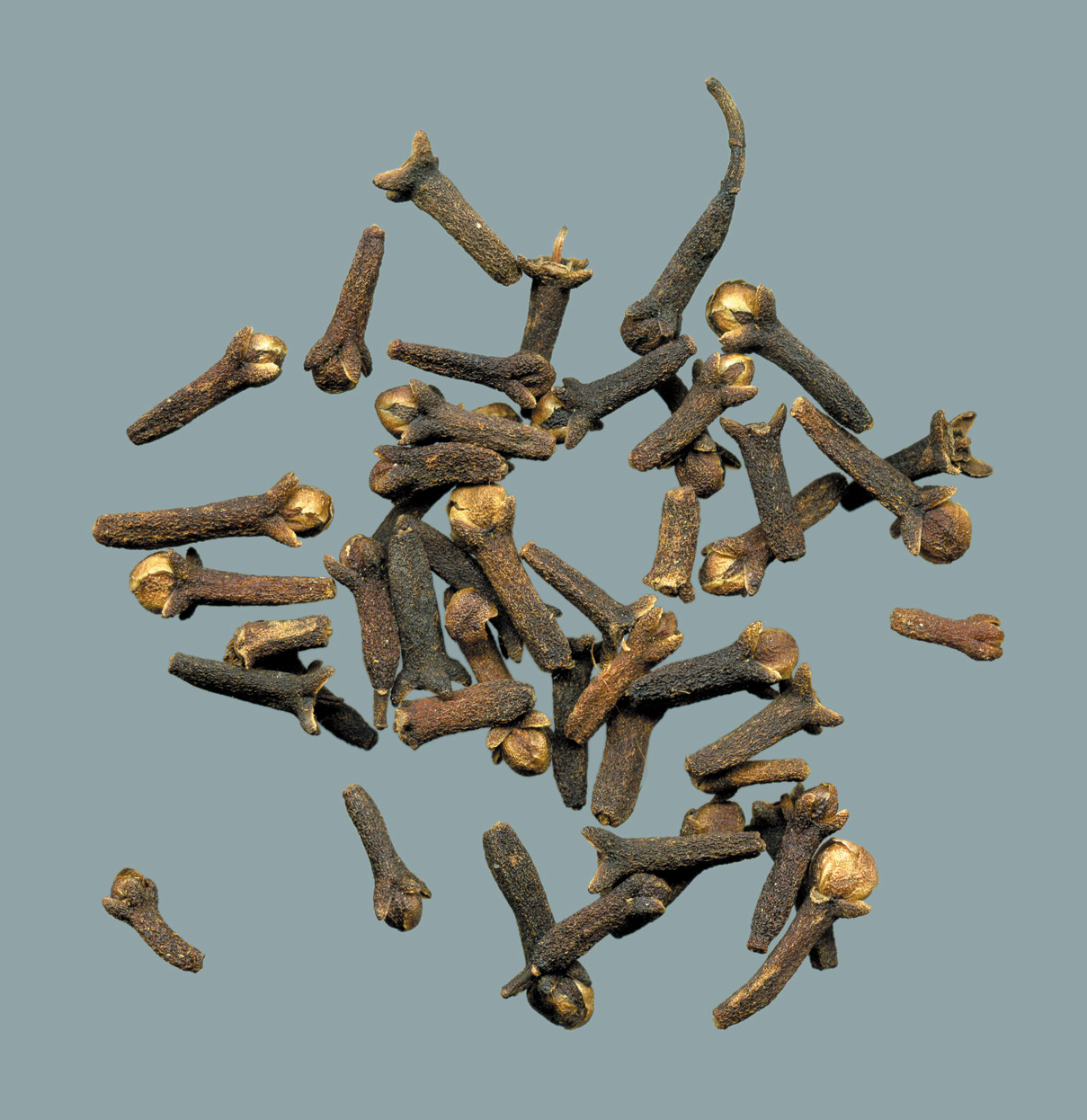
Szegfűszeg, a Maluku-szigetek egyik értékes terménye

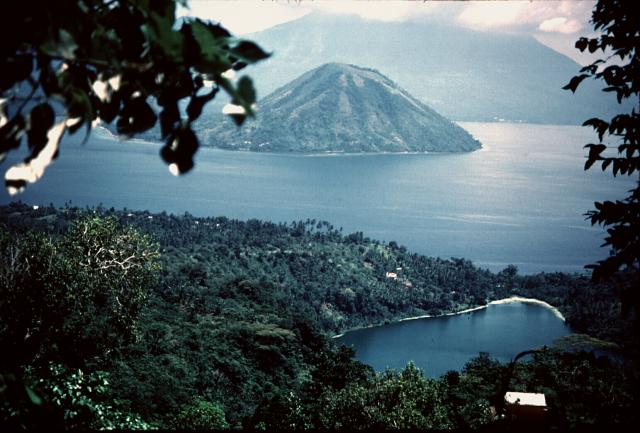
Tidore szigete

Magellán halálával főparancsnok nélkül maradt a 3 hajó és legénysége, ezért Duarte Barbosát és Juan Serranót választották meg parancsnokoknak. Cebu szultánja búcsúlakomára hívta őket, és 24 tengerésztől kísérve el is fogadták a meghívást. Espinoza és a portugál João Lopez Carvalho, a Concepción kormányosa azonban rosszat sejtve nem tartott velük, helyette a hajókat a parthoz közel vezették és ágyúzni kezdték a várost. Ekkor feltűnt a parton Serrano, sebesülten, és azt kiabálta, szüntessék be a tüzelést, és hogy minden társukat megölték az ő és Henrique kivételével, aki tolmácsként volt jelen. Serrano azt is kérte, szabadítsák ki, de Carvalho ezt megtiltotta. Pigafetta szerint „...És azzal a céllal cselekedett így, hogy egyedüli gazdák maradjanak a hajókon. És annak ellenére, hogy Juan Serrano sírva kérte őket, hogy ne húzzák fel oly gyorsan a vitorlákat, mert azok megölik őt...mi azonnal elmentünk.” Carvalhot, mint rangidőst, az expedíció vezetőjének választották, a Victoria kapitányának pedig Espinozát. A hajókon ekkor már csak 115 ember volt, közöttük sok beteg. A hajókat ilyen körülmények között nehezen lehetett már irányítani, ezért a már amúgy is rossz állapotban lévő Concepciónt a Cebu és Bohol közötti szorosban felgyújtották.
A Trinidad és a Victoria, miután kijutottak a szorosból, egy sziget partja mentén haladtak, „ahol az emberek olyan fekete színűek, mint Ethiopiában”, ezért a szigetet Negrosnak nevezték el. Mindanao szigeten hallottak először Luzon szigetéről, majd helyi révkalauzok elvezették őket a Sulu-tengeren át Palawanhoz, ami a Fülöp-szigetek legnyugatibb szigete. Onnan az európaiak közül elsőnek, elhajóztak Borneó szigetéig, és 1521. július 8-án kikötöttek Brunei városánál. Itt afféle szövetséget kötöttek a helyi rádzsákkal, kereskedtek és néha kiraboltak más hajókat, de továbbra sem találták az utat a Fűszer-szigetekhez.
Carvalhót leváltották, „a királyi rendeletek be nem tartása miatt”, és a helyére Espinozát választották meg főparancsnoknak. A Victoria kapitánya így Juan Sebastián Elcano lett, a Concepción volt másodkormányosa. Hosszas bolyongás után, miközben Bruneiből visszatértek Palawanra, majd onnan Mindanaóra, október végén elfogtak egy maláj hajóst, aki elvezette a spanyolokat a Maluku-szigetekre, vagyis a vágyott Fűszer-szigetekre. 1521. november 8-án vetettek horgonyt Tidore partjainál, ami a Maluku-szigetek legnagyobbikának, Halmaherának a nyugati partjainál fekszik. Itt olcsón megvettek egy rakományt: szegfűszeget, szerecsendiót, és egyéb fűszereket. Mivel a Trindadot javítani kellett, úgy döntöttek, a javítás után Espinoza Új Spanyolországba megy a keleti úton, a Csendes-óceánon keresztül a Panama-öbölhöz, Elcano pedig nyugatra, a Jóreménység foka megkerülésével utazik haza Spanyolországba. Így december 21-én a Victoria 60 fős legénységgel, köztük 13 malájjal útnak indult Tidoréból.

### AVictoriaútja Spanyolországig

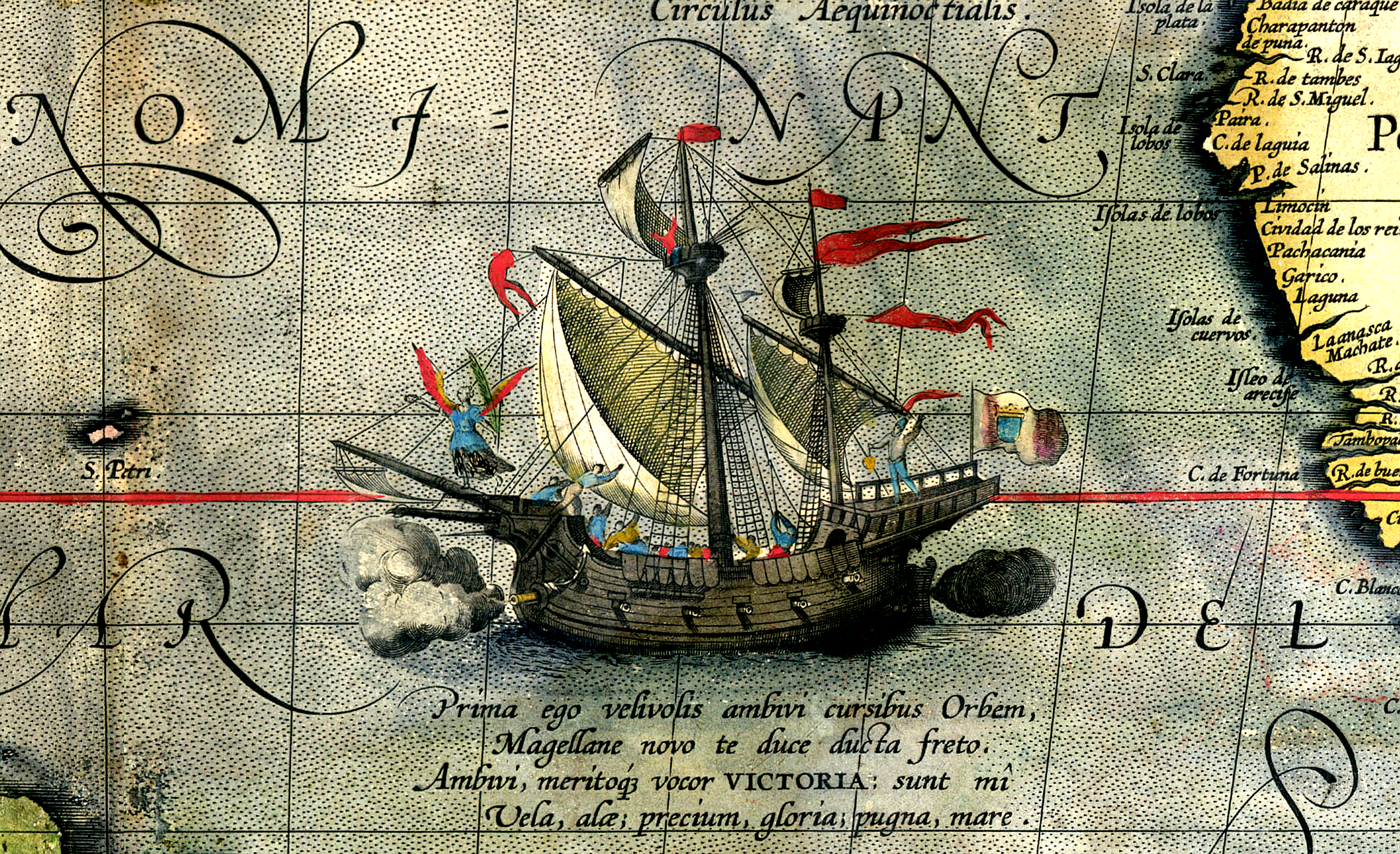
A Victoria Ortelius világtérképén (1590)

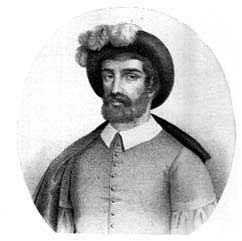
Juan Sebastián Elcano, az expedícióról egyedül visszatérő hajó, a Victoria utolsó parancsnoka

1522 január végén egy révkalauz elvezette a Victoriát Timorhoz, onnan önállóan haladtak tovább és február 13-án már nem látták Timort. A maláj szigetek közötti bolyongásra összesen háromszor annyit időt fordítottak, mint a Csendes-óceánon való átkelésre.
Elcano szándékosan délre tartott, hogy elkerülje a portugál hajókat, mert ha találkozik velük, a spanyolokra börtön, ha ugyan nem halálbüntetés várt volna. Az Indiai-óceán déli részén való átkeléskor ezért mindössze egy szigetet láttak a déli szélesség 37°5'-énél, ami valószínűleg az Amszterdam-sziget lehetett. Május 20-án kerülték meg a Jóreménység fokát, ekkor a legénység már csak 35 tagot számlált, köztük 4 malájjal. A Zöld-foki-szigeteknél újabb 13 ember lemaradt, mivel a portugálok letartóztatták őket azzal a váddal, hogy Portugália monopóliumát megsértve, keleti úton mentek a Maluku-szigetekhez. A további hátralévő úton még egy matróz meghalt, de 1522. szeptember 6-án a Victoria elérte a Guadalquivirt, és befejezte a Föld első körülhajózását.

### ATrinidadsorsa
A Trinidad javítása több időt vett igénybe, ezért csak 1522 áprilisában tudtak kifutni Tidoréból Espinoza vezetésével, 54 főnyi legénységgel. A Csendes-óceánon, az északi félgömb trópusi és szubtrópusi területein hajóztak, amikor a 40. szélességi fokon túlhaladva, július közepén 5 napos viharba kerültek. A legénység több mint fele meghalt az éhségtől és a skorbuttól, így visszafordultak, és összesen fél év hajózás után 1522. októberében visszatértek a Maluku-szigetekre.
Közben még május közepén portugál flotta érkezett a szigetekre Antonio Brito parancsnoksága alatt, aki erődöt épített Ternate szigetén, Tidore mellett azzal a céllal, hogy senki se sértse meg a portugálok jogait. Október végén kapott hírt arról, hogy valamilyen európai hajó található a szigetek közelében, ezért odaküldött három hajót, hogy azok fogják el az európai hajót, amik be is vitték a Trinidadot Ternatéra, a rajta lévő 22 emberrel együtt. Brito lefoglalta nem csak a rakományt, de a hajónaplót, a térképeket, műszereket, így pontosan értesültek Magellán teljes útjáról. A legénység kihallgatása során kiderült, az egyikük helybéli portugál, őt kivégezték. A többi embert Malacca portugál kormányzójára, Jorge Albuquerquere bízta.
A kormányzót megkerülve azonban Brito ezt írta a királynak: „Sokkal hasznosabb lenne Őfelsége szolgálatára lefejezni őket, és nem pedig elküldeni [Malaccába]. Én fogva tartottam őket a Maluku-szigeteken, mert a vidék itt egészségtelen, és ezt szándékosan tettem, hogy itt haljanak meg. Itt nem merem halálra ítélni őket, mert nem tudom, Felséged hogyan vélekedik erről a cselekedetről. Megírom Jorge Albuquerquének, hogy Malaccában tartsa fogva őket ahol az éghajlat szintén nagyon egészségtelen.” III. João király úgy látta jónak, ha nem végezteti ki a német-római császár alattvalóit, így a börtönbüntetést választotta számukra. A Trinidad legénységéből csak négyen maradtak életben, Espinoza és 3 matróz, akik 1526-ban tértek vissza Spanyolországba.

## Az expedíció utóélete és hatása

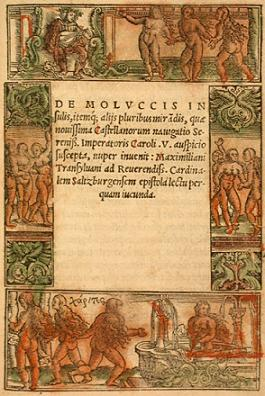
Maximilianus Transylvanus művének címlapja

Magellán öt hajójából egyedül a Victoria tért haza, fedélzetén 18 eredeti résztvevővel és három malájjal. Ez az egyetlen hajó azonban annyi fűszert hozott, hogy nem csak az expedíció költségei térültek meg, de még nyereség is keletkezett, a spanyol kormány pedig bejelentette az igényét a Maluku-szigetekre, és megkapta „az első felfedezés jogát” az Ázsia partjaitól nem messze lévő óceáni földekre, vagyis a Mariana- és a Fülöp-szigetekre.
Az expedíció tudományos haszna ennél jóval nagyobb volt: bebizonyosodott, nem elméletben, hanem gyakorlatban, hogy a Föld valóban gömbölyű, hogy létezik az egységes Világóceán, melyen hajózva a Föld körbejárható. Ugyanakkor az is bizonyítást nyert, hogy minden számítás helytelen volt, ami a Csendes-óceán méreteire vonatkozott, mindegyik alábecsülte ennek a víznek a kiterjedését. Az is kiderült, Faleiro számítása is hibás volt: a Maluku-szigetek valóban portugál fennhatóság alá esnek a tordesillasi szerződés szerint.
Az expedíció tagjai ezen kívül egy különleges jelenséget is megfigyelhettek: „Annak megállapítása végett, hogy a naplónkat pontosan vezettük, partra lépésünk után megkérdeztük, hogy a hétnek melyik napját írják ma. Azt felelték, hogy csütörtököt. Ez meghökkentett minket: ugyanis a számolásunk szerint még csak szerdának kellett lennie. Később megtudtuk, hogy az eltérés abból adódott, hogy mi a Földet keletről nyugat felé haladva, tehát a Nap járását követve kerültük meg.”, írta Pigafetta.

### Egykorú forrásművek
Magellán naplója elveszett, de Pigafettáé fennmaradt és Primo viaggio intorno al globo („Az első utazás a Föld körül”) címmel, 1536-ban megjelent Velencében. Már ez előtt 10 évvel, 1523-ban megjelent azonban a spanyol udvarban élő, valószínűleg magyar származású humanista, Maximilianus Transylvanus (Erdélyi Miksa) beszámolója, ami a „Maximilianus Transylvanus felettébb élvezetes olvasmányul szolgáló levele a Szalzburgban székelő főtisztelendő Érsek Úrhoz a Maluku-szigetekről és egyéb csodálatos dolgokról, amelyeket a spanyol hajósoknak V. Károly császár őfelsége kezdeményezésére újólag véghezvitt tengeri utazása fedezett fel.” címet viselte.
Ezeken kívül 5, egykorú vagy kicsit későbbi leírás maradt fent az útról: egy ismeretlen genovai és egy szintén ismeretlen portugál szerző művei; az expedícióban részt vett Francisco Albo és Gasparo Correa rövid feljegyzései és Martín Fernández de Navarrete spanyol történész Colección de viajes y descubrimientos c. munkája. Az említetteken kívül itt-ott elszórt megjegyzések, utalások találhatók különféle krónikákban.

### A Magellán-szoros jelentőségének hanyatlása
Mivel nyilvánvalóvá vált, hogy a spanyolok nem tarthatnak igényt a Maluku-szigetekre, a Fülöp-szigetek került az érdeklődésük előterébe. Miután az Indiai-óceánon áthaladó útvonalak továbbra is a portugálok ellenőrzése alatt álltak, a spanyoloknak a veszélyes Magellán-szoroson keresztül kellett haladniuk, majd át a hatalmas Csendes-óceánon. Ezt kiküszöbölendő, Cortez javasolta 1527-ben, hogy a mexikói Acapulcóból indítsanak flottákat a Fülöp-szigetekre, majd onnan visszatérve a Tehuantepeci-földszoroson át átszállítva, Veracruzban behajózva vigyék a zsákmányt Spanyolországba. Mexikótól a Fülöp-szigetekig a északkeleti passzátszéllel jutottak el, de visszafelé már nem találták az utat, míg 1545-ben Andrés de Urdaneta meglelte az északi szélesség 40. fokától északra a nyugati széljárást, és így, kerülővel, de el tudta juttatni a szállítmányt Mexikóba. Ezt a két széljárást kihasználva, a Magellán-szoros mellőzésével hajóztak a Manila-gályák a Csendes-óceánon 1571 és 1815 között. Amikor 1913-ban megnyitották a Panama-csatornát, a Magellán-szoros, mint kereskedelmi útvonal, végleg érdektelenné vált.